# Aymon de Briançon
Pour les articles homonymes, voir Aymon II.
Aymon de Briançon, dit aussi Aymon le chartreux, est un moine chartreux, devenu archevêque-comte de Tarentaise, sous le nom de Aymon (Aimon) II, prince du Saint-Empire romain germanique (1186), de la fin du XIIe siècle et au début du siècle suivant. Il appartient à la famille seigneuriale de Briançon.

## Biographie

### Origines
Aymon  Aimo de Brienzion (1173), Aimon, il est aussi parfois numéroté Aymon IV (Garin, 1942) — est mentionné pour la première fois en 1173,. Originaire de Tarentaise, il appartient à la famille seigneuriale de Briançon. Il est le fils d'Eymeric (Aymeric, Emeric) II, seigneur de Briançon, vicomte de Tarentaise (v. 1140),.
Il a deux frères connus, Eymeric (Aymeric, Emeric) III, seigneur de Briançon, qui succède à son père comme vicomte de Tarentaise, croisé, et Humbert, chevalier croisé,. Il est mentionné aux côtés de son frère, Eymeric, dans un acte de 1173 (« Aimo et Emericus de Brienzion »),. Ils sont garants lors de la signature du contrat de fiançailles entre Alix (Alaïs), fille du comte en Maurienne, Humbert III, et Jean sans Terre, le futur roi.
Dans un acte sans date, mentionné par le Régeste genevois (1866), il est dit consenguineus d'Henri, sire de Faucigny. La mère du seigneur de Faucigny serait Clémence, une sœur d'Eymeric (Aymeric, Emeric) II.

### Nomination
Aymon semble entrer, peu après l'année 1173, dans l'ordre des Chartreux,. Il se trouve à la Grande Chartreuse quand il est appelé à succéder à l'archevêque de Tarentaise, Pierre II, futur saint, mort le 14 septembre 1174. Il semble avoir pris place sur le siège épiscopal entre cette date et au plus tard en 1178,. Joseph Garin (1942) et Jacqueline Roubert (1961) donnent entre la date de la mort de saint Pierre et le 20 mars 1176.
Il semble que dès son arrivée au pouvoir il demande au du pape Alexandre III une reconnaissance de ses droits épiscopaux. dans une bulle papale,. Jacques Lovie (1979) donne quant à lui sa nomination vers 1175. Il prend le nom d'Aymon II, puisqu'il fait suite à l'archevêque Aymon.

### Entre le Pape et l'Empereur
L'empereur du Saint-Empire, Frédéric Barberousse, s'oppose au pape Alexandre III. Il s'agit d'une période où les deux princes tentent de s'attacher des évêques par des confirmations de biens. Si l'archevêque Pierre II n'a pas pris parti, l'attitude d'Aymon II est toute autre,. Il « [louvoie] entre le pape dont il dépendait au spirituel, et l'empereur dont il était le vassal en tant que comte » afin d'obtenir des avantages pour son Église. Tout d'abord, il fait la demande à Alexandre III de lui garantir ses droits et biens,. Il obtient le 20 mars 1176, une bulle pontificale, proche de celle reçue par Pierre II en 1172, dans laquelle le pape confirme les droits et possessions — églises, châteaux, paroisses — de Église de Tarentaise,. L'acte est toutefois plus détaillé que le précédent,.
En 1179, il est appelé à Rome par le Pape, afin d'assister au Troisième concile du Latran, convoqué à la suite de la défaite de l'Empereur deux ans plus tôt. Ce synode reconnaît le traité de Venise par lequel l'Empereur reconnait l'autorité du pape. Ce voyage lui permet, semble-t-il de trouver des alliés au sein de la curie.
Le 4 janvier 1184, il obtient du nouveau pape Lucius III, élu trois ans plus tôt, une bulle de protection pour son Église,,. 
Aymon II se tourne vers l'empereur afin de garantir ses biens et possessions en Tarentaise, notamment le pouvoir comtal. Il obtient, le 4 mai 1186, une bulle d'or impériale apportant la confirmation de ses pouvoirs temporels,,,. Frédéric Barberousse semble en tout cas « trop heureux de lui abandonner » (Lovie, 1979) puisque cela permet également de gêner le comte de Savoie, qui soutient le pape,. Cet acte confirme ainsi que l'archevêque est le vassal direct de l'empereur,.
Comme s'interroge Joseph Garin (1942) « avait-elle pour but de corriger les bulles pontificales de 1172 et 1176, en les complétant ; ou bien voulait-il seulement se procurer une garantie supplémentaire, celle de l'empereur s'ajoutant à celle du pape ? Ces deux raisons sont également plausibles. » Cette politique d'Aymon II lui permet d'obtenir ainsi — non seulement « par la crosse et l'anneau » mais aussi « par le sceptre » — la garantie de ses biens,, mais aussi une indépendance vis-à-vis de la maison de Savoie qui cherche à s'imposer dans la vallée de la Tarentaise,.
Les fils et successeurs de Frédéric Barberousse seront tout aussi favorable à Aymon. Henri VI confirme l'investiture faite par son père en 1191, après que celui-ci l'accueille à la suite de sa traversée des Alpes à Turin,. Lors de la mort d'Henri VI, seuls Aymon et l'archevêque de Besançon, Amédée, prennent le parti pour Philippe de Souabe,. Voulant se faire sacrer, malgré l'absence de l'archevêque de Mayence, Aymin officie le 8 septembre 1198,. Les deux prélats seront convoqués, sous peine de suspense, en 1202, à la Cour de Rome,. S'il n'existe pas de documents sur l'échange avec le pape, Aymon revient dans son diocèse, pardonné.

### Action archiépiscopale
En 1179, il participe en tant qu'arbitre au traité de paix entre le comte de Savoie et l'Église de Sion. Il joue le rôle de témoin ou d'arbitre à plusieurs occasions : en 1181, à Sion ; vers 1183 et 1190 en val d'Aoste ; en 1194 auprès des Miolans. En 1210, à la demande de la comtesse de Savoie, Marguerite de Genève, il met fin au conflit opposant l'abbé de Tamié et les prieurs de Cléry et Gilly,.
La tradition raconte qu'il participe à la Quatrième croisade (1202), mais sans qu'aucune preuve nous soit parvenue. En 1206 ses parents, son frère, Aymeric III de Briançon et son fils, Guigues, de retour de la croisade, prêtent serment au prélat, sans qu'il ne soit question du château de Briançon,. 
En 1202, il fait l'acquisition de plusieurs biens aux Allues,.

### Mort et succession
Aymon II semble mourir entre 1210/11 — Garin donne le 21 février 1211 — et 1212.
L'évêque de Maurienne, Bernard de Chignin (de Cheneio), lui aussi un ancien chartreux, est appelé à lui succéder,.

### Biographie
- Marius Hudry, Histoire des communes savoyardes : Albertville et son arrondissement (vol. 4), Roanne, Éditions Horvath, 1982, 444 p. (ISBN 978-2-7171-0263-5).
- Joseph Garin, Histoire féodale des seigneurs de Briançon, Savoie (996-1530), t. XII, Besançon, Imprimerie de l'Est, coll. « Recueil des mémoires et documents de l'Académie de la Val d'Isère », 1942 (lire en ligne), p. 72-78, « L'archevêque Aymon et les derniers Briançon ». .
- Jacques Lovie, Histoire des diocèses de France : Chambéry, Tarentaise, Maurienne, vol. 11, Paris, Éditions Beauchesne, 1979, 299 p. (ISSN 0336-0539). .
- Jacqueline Roubert, « La seigneurie des Archevêques Comtes de Tarentaise du Xe au XVIe siècle », Mémoires de l'Académie des sciences, belles-lettres et arts de Savoie, impr. Chatelain (Chambéry), no 6, tome 5,‎ 1961, p. 235 (lire en ligne). .